# Маршалл (округ, Кентукки)
Ма́ршалл (англ. Marshall County) — округ в США, штате Кентукки. Официально образован в 1842 году. По состоянию на 2010 год, численность населения составляла 31 448 человек. Получил своё название в честь американского политического деятеля Джона Маршалла.

## География
По данным Бюро переписи США, общая площадь округа равняется 881 км², из которых 790 км² суша и 92 км² или 10,41 % это водоёмы.

## Население
По данным переписи населения 2000 года в округе проживает 30 125 жителей в составе 12 412 домашних хозяйств и 8 998 семей. Плотность населения составляет 38,00 человек на км2. На территории округа насчитывается 14 730 жилых строений, при плотности застройки около 19-ти строений на км2. Расовый состав населения: белые — 98,57 %, афроамериканцы — 0,00 %, коренные американцы (индейцы) — 0,17 %, азиаты — 0,15 %, гавайцы — 0,01 %, представители других рас — 0,22 %, представители двух или более рас — 0,76 %. Испаноязычные составляли 0,00 % населения независимо от расы.
В составе 29,20 % из общего числа домашних хозяйств проживают дети в возрасте до 18 лет, 61,40 % домохозяйств представляют собой супружеские пары проживающие вместе, 7,90 % домохозяйств представляют собой одиноких женщин без супруга, 27,50 % домохозяйств не имеют отношения к семьям, 25,00 % домохозяйств состоят из одного человека, 11,90 % домохозяйств состоят из престарелых (65 лет и старше), проживающих в одиночестве. Средний размер домохозяйства составляет 2,38 человека, и средний размер семьи 2,83 человека.
Возрастной состав округа: 21,80 % моложе 18 лет, 7,50 % от 18 до 24, 27,00 % от 25 до 44, 26,20 % от 45 до 64 и 26,20 % от 65 и старше. Средний возраст жителя округа 41 лет. На каждые 100 женщин приходится 96,10 мужчин. На каждые 100 женщин старше 18 лет приходится 93,50 мужчин.
Средний доход на домохозяйство в округе составлял 35 573 $, на семью — 43 670 $. Среднестатистический заработок мужчины был 36 673 $ против 21 941 $ для женщины. Доход на душу населения составлял 18 069 $. Около 6,60 % семей и 9,50 % общего населения находились ниже черты бедности, в том числе — 11,60 % молодёжи (тех, кому ещё не исполнилось 18 лет) и 10,90 % тех, кому было уже больше 65 лет.